# DJ Kool
DJ Kool, pseudonimo di John W. Bowman Jr. (Washington, 20 marzo 1958), è un disc jockey statunitense.

## Biografia
DJ Kool seguì negli anni '80 i Rare Essence come warm-up dj, prima di essere messo sotto contratto dalla CLR Records.
Negli anni '90 realizzò vari singoli di successo commerciale, il più famoso dei quali fu Let Me Clear My Throat, uscito per American Recordings. La canzone contiene un campione dal classico hip hop The 900 Number di DJ Mark the 45 King, (che a sua volta campionava Unwind Yourself di Marva Whitney). All'interno del pezzo, nell'introduzione, si può riconoscere anche un campione di "Hollywood Swinging" di Kool and the Gang. La canzone divenne immediatamente un riempipista e rimase popolare a lungo. Di recente DJ Kool è comparsa in  Ayo!, singolo del 2006 di Mýa, dall'album del 2008 Liberation. Due tracce di Lost and Found, di Will Smith, vedono la sua collaborazione.
Nel 2015 prende parte, insieme a Greg Nice e Deborah Lee, alla realizzazione del singolo The Horns del disc jockey DJ Katch. Il singolo raggiunge la diciassettesima posizione nella Top Singoli.

## Discografia

### Album in studio
- 1990 – The Music Ain't Loud Enuff
- 1992 – 20 Minute Workout
- 1996 – Let Me Clear My Throat
- 1997 - Gimmie Dat Beat

### Singoli
- 1996 – Let Me Clear My Throat